# Estadio Óscar Quiteño
Estadio Óscar Alberto Quiteño – stadion piłkarski w salwadorskim mieście Santa Ana, w departamencie Santa Ana. Obiekt może pomieścić 16 000 widzów, a swoje mecze rozgrywa na nim drużyna CD FAS. 
Początkowo klub CD FAS rozgrywał swoje spotkania na obiekcie Finca Modelo, lecz 17 października 1962 zadecydowano o rozpoczęciu budowy nowego stadionu. Prac konstrukcyjnych podjęła się firma Instituto de Urbanización Rural. Inauguracja areny, noszącej początkowo nazwę Estadio Municipal de Santa Ana, odbyła się 3 lutego 1963, kiedy to w meczu towarzyskim FAS zmierzył się z meksykańską drużyną CD Oro; spotkanie to zakończyło się zwycięstwem gości. W 1977 roku obiekt został przemianowany na Estadio Óscar Alberto Quiteño, ku pamięci bramkarza ekipy FAS, zmarłego tragicznie podczas sparingu z kostarykańskim AD Orión. Stadion jest własnością władz miasta Santa Ana, jednak na zasadzie użyczenia należy do klubu FAS, który jest zobowiązany do zarządzania i opieki nad nim. Jest największym obiektem piłkarskim w zachodniej części kraju. Posiada cztery wieże oświetleniowe.